# トーマス・ロカテッリ
- トマス・ロカテッリ

トーマス・ロカテッリ（Tomas Locatelli, 1976年6月9日 - ）イタリア・ベルガモ出身の元サッカー選手。ポジションは攻撃的MF。

## 略歴
アタランタのユース出身、1993-94シーズンの4月4日にウディネーゼとの試合でセリエAデビュー。1995-96シーズン、ACミランに引き抜かれたが、選手層の厚いチームにあって僅かな出場機会を与えられただけに終わり、1996-97シーズン途中にウディネーゼに売却された。ウディネーゼで活躍し、1999年11月13日にベルギーとの親善試合で代表デビュー。2000年2月23日のスウェーデン戦にも出場したが、この試合が代表で最後の試合となった。
2000-01シーズンからの5シーズンはボローニャでプレー、2001-02シーズンは怪我で殆どの試合を欠場したが、怪我での欠場時以外はレギュラーとして起用されて活躍した。
2012年、アレッツォ所属時にカルチョーポリにより2年間の出場停止処分を受け、そのまま引退に至った。

## タイトル
ACミラン
- セリエA : 1995-96